# Élections départementales de 2021 en Gironde
Les élections départementales en Gironde ont lieu les 20 et 27 juin 2021.

## Contexte départemental

### Assemblée départementale sortante
Avant les élections, le conseil départemental de la Gironde est présidé par Jean-Luc Gleyze (PS). 
Il comprend 66 conseillers départementaux issus des 33 cantons de la Gironde. 
| Présidente du conseil départemental  |       |       |      |                           |
| Jean-Luc Gleyze (PS)                 |       |       |      |                           |
| Parti                                | Sigle | Sigle | Élus | Groupes                   |
| Majorité (44 sièges)                 |       |       |      |                           |
| Parti socialiste                     |       | PS    | 41   | Socialistes et apparentés |
| Europe Écologie Les Verts            |       | EÉLV  | 2    | Écologistes               |
| Génération.s                         |       | G.s   | 1    | Écologistes               |
| Opposition (22 sièges)               |       |       |      |                           |
| Les Républicains                     |       | LR    | 8    | Gironde Avenir            |
| Divers droite                        |       | DVD   | 7    | Gironde Avenir            |
| Mouvement démocrate                  |       | MoDem | 2    | Gironde Avenir            |
| Union des démocrates et indépendants |       | UDI   | 2    | Gironde Avenir            |
| Agir                                 |       | Agir  | 1    | Gironde Avenir            |
| Le Mouvement de la ruralité          |       | LMR   | 1    | Non-inscrits              |
| Rassemblement national               |       | RN    | 1    | Non-inscrits              |

## Système électoral
Les élections ont lieu au scrutin majoritaire binominal à deux tours. Le système est paritaire : les candidatures sont présentées sous la forme d'un binôme composé d'une femme et d'un homme avec leurs suppléants (une femme et un homme également).
Pour être élu au premier tour, un binôme doit obtenir la majorité absolue des suffrages exprimés et un nombre de suffrages au moins égal à 25 % des électeurs inscrits. Si aucun binôme n'est élu au premier tour, seuls peuvent se présenter au second tour les binômes qui ont obtenu un nombre de suffrages au moins égal à 12,5 % des électeurs inscrits, sans possibilité pour les binômes de fusionner. Est élu au second tour le binôme qui obtient le plus grand nombre de voix.

## Résultats à l'échelle du département

### Résultats par nuances du ministère de l'Intérieur
Les nuances utilisées par le ministère de l'Intérieur ne tiennent pas compte des alliances locales.
| Binômes                  | Binômes                             | Binômes                  | Premier tour | Premier tour | Premier tour | Second tour | Second tour   | Second tour | Total | +/-             |  |
| Binômes                  | Binômes                             | Binômes                  | Voix         | %            | Sièges       | Voix        | %             | Sièges      | Total | +/-             |  |
| ------------------------ | ----------------------------------- | ------------------------ | ------------ | ------------ | ------------ | ----------- | ------------- | ----------- | ----- | --------------- |  |
|                          | Rassemblement national              | RN                       | 60 545       | 16,93        | 0            | 29 354      | 8,76          | 0           | 0     | en diminution   |  |
|                          | Parti socialiste                    | SOC                      | 56 139       | 15,70        | 2            | 70 926      | 21,17         | 20          | 22    | en diminution   |  |
|                          | Union à gauche avec des écologistes | UGE                      | 38 280       | 10,70        | 0            | 43 111      | 12,87         | 12          | 12    | en augmentation |  |
|                          | Union à gauche                      | UG                       | 33 912       | 9,48         | 0            | 50 083      | 14,95         | 10          | 10    | en diminution   |  |
|                          | Divers droite                       | DVD                      | 32 133       | 8,98         | 0            | 36 411      | 10,87         | 8           | 8     | en augmentation |  |
|                          | La République en marche             | REM                      | 18 782       | 5,25         | 0            | 12 159      | 3,63          | 0           | 0     | en stagnation   |  |
|                          | Union au centre et à droite         | UCD                      | 15 662       | 4,38         | 0            | 4 210       | 1,26          | 0           | 0     | en stagnation   |  |
|                          | Divers centre                       | DVC                      | 13 229       | 3,70         | 0            | 12 434      | 3,71          | 2           | 2     | en augmentation |  |
|                          | Union du centre                     | UC                       | 10 854       | 3,03         | 0            | 15 325      | 4,57          | 0           | 0     | en stagnation   |  |
|                          | Les Républicains                    | LR                       | 11 427       | 3,20         | 0            | 12 465      | 3,72          | 4           | 4     | en augmentation |  |
|                          | Union à droite                      | UD                       | 13 073       | 3,66         | 0            | 15 016      | 4,48          | 2           | 2     | en diminution   |  |
|                          | Écologistes                         | ECO                      | 11 314       | 3,16         | 0            | 8 474       | 2,53          | 2           | 2     | en augmentation |  |
|                          | Divers gauche                       | DVG                      | 10 652       | 2,98         | 0            | 12 248      | 3,66          | 4           | 4     | en augmentation |  |
|                          | Extrême droite                      | EXD                      | 7 459        | 2,09         | 0            | 8 700       | 2,60          | 0           | 0     | en stagnation   |  |
|                          | Union d'extrême droite              | UXD                      | 3 341        | 0,93         | 0            | 4 186       | 1,25          | 0           | 0     | en stagnation   |  |
|                          | Extrême gauche                      | EXG                      | 6 869        | 1,92         | 0            |             |               |             | 0     | en stagnation   |  |
|                          | Parti communiste français           | COM                      | 5 000        | 1,40         | 0            | 0           | en stagnation |             |       |                 |  |
|                          | La France insoumise                 | FI                       | 4 549        | 1,27         | 0            | 0           | en stagnation |             |       |                 |  |
|                          | Divers                              | DIV                      | 3 411        | 0,95         | 0            | 0           | en stagnation |             |       |                 |  |
|                          | Droite souverainiste                | DSV                      | 1 017        | 0,28         | 0            | 0           | en stagnation |             |       |                 |  |
|                          |                                     |                          |              |              |              |             |               |             |       |                 |  |
| Suffrages exprimés       | Suffrages exprimés                  | Suffrages exprimés       | 357 648      | 96,05        |              | 335 102     | 91,89         |             |       |                 |  |
| Votes blancs             | Votes blancs                        | Votes blancs             | 9 147        | 2,46         | 19 358       | 5,31        |               |             |       |                 |  |
| Votes nuls               | Votes nuls                          | Votes nuls               | 5 568        | 1,50         | 10 223       | 2,80        |               |             |       |                 |  |
| Total                    | Total                               | Total                    | 372 363      | 100          | 2            | 364 683     | 100           | 64          | 66    | en stagnation   |  |
| Abstentions              | Abstentions                         | Abstentions              | 742 095      | 66,59        |              | 720 549     | 66,40         |             |       |                 |  |
| Inscrits / participation | Inscrits / participation            | Inscrits / participation | 1 114 458    | 33,41        | 1 085 232    | 33,60       |               |             |       |                 |  |

### Assemblée départementale élue
| Président du conseil départemental   |       |       |      |                           |
| Jean-Luc Gleyze (PS)                 |       |       |      |                           |
| Parti                                | Sigle | Sigle | Élus | Groupes                   |
| Majorité (50 sièges)                 |       |       |      |                           |
| Parti socialiste                     |       | PS    | 32   | Socialistes et apparentés |
| Europe Écologie Les Verts            |       | EÉLV  | 7    | Socialistes et apparentés |
| Divers gauche                        |       | DVG   | 4    | Socialistes et apparentés |
| Parti communiste français            |       | PCF   | 2    | Socialistes et apparentés |
| Place publique                       |       | PP    | 1    | Socialistes et apparentés |
| Europe Écologie Les Verts            |       | EÉLV  | 1    | Non-inscrits              |
| Parti socialiste                     |       | PS    | 1    | Non-inscrits              |
| Parti communiste français            |       | PCF   | 1    | Non-inscrits              |
| Divers gauche                        |       | DVG   | 1    | Non-inscrits              |
| Opposition (16 sièges)               |       |       |      |                           |
| Les Républicains                     |       | LR    | 6    | Gironde Avenir            |
| Divers droite                        |       | DVD   | 5    | Gironde Avenir            |
| Union des démocrates et indépendants |       | UDI   | 2    | Gironde Avenir            |
| Agir                                 |       | Agir  | 2    | Gironde Avenir            |
| MoDem                                |       | MoDem | 1    | Gironde Avenir            |

### Élus par canton
La gauche renforce sa majorité en gagnant à L'Estuaire, Gujan-Mestras et Le Nord-Médoc (face aux sortants du Rassemblement national). On notera également le gain de Talence par les candidats EELV, au détriment du PS. Les écologistes renforcent ainsi leur influence dans la banlieue bordelaise, après le gain de la ville centre.
| Canton                     | Conseiller Sortant      | Parti | Parti | Conseiller élu          | Parti | Parti |
| -------------------------- | ----------------------- | ----- | ----- | ----------------------- | ----- | ----- |
| Andernos-les-Bains         | Marie Larrue            |       | DVD   | Marie Larrue            |       | DVD   |
| Andernos-les-Bains         | Jean-Guy Perrière       |       | DVD   | Philippe de Gonneville  |       | DVD   |
| Bordeaux-1                 | Clara Azevedo           |       | PS    | Wiame Benyachou         |       | DVG   |
| Bordeaux-1                 | Matthieu Rouveyre       |       | PS    | Romain Dostes           |       | EÉLV  |
| Bordeaux-2                 | Gérald Carmona          |       | LR    | Michel Dufranc          |       | Agir  |
| Bordeaux-2                 | Laurence Dessertine     |       | Agir  | Laurence Dessertine     |       | Agir  |
| Bordeaux-3                 | Géraldine Amouroux      |       | LR    | Géraldine Amouroux      |       | LR    |
| Bordeaux-3                 | Pierre Lothaire         |       | LR    | Gérald Carmona          |       | LR    |
| Bordeaux-4                 | Philippe Dorthe         |       | PS    | Vincent Maurin          |       | PCF   |
| Bordeaux-4                 | Corinne Guillemot       |       | PS    | Véronique Seyral        |       | PS    |
| Bordeaux-5                 | Anne Groussin           |       | PS    | Ève Demange             |       | EÉLV  |
| Bordeaux-5                 | Jacques Respaud         |       | PS    | Mathieu Mangin          |       | PS    |
| Le Bouscat                 | Fabienne Dumas          |       | DVD   | Fabienne Dumas          |       | DVD   |
| Le Bouscat                 | Dominique Vincent       |       | LR    | Dominique Vincent       |       | LR    |
| La Brède                   | Bernard Fath            |       | PS    | Bernard Fath            |       | PS    |
| La Brède                   | Corinne Martinez        |       | PS    | Corinne Martinez        |       | PS    |
| Cenon                      | Nathalie Lacuey         |       | PS    | Nathalie Lacuey         |       | PS    |
| Cenon                      | Jean-Jacques Puyobrau   |       | PS    | Jean-François Egron     |       | PS    |
| Les Coteaux de Dordogne    | Jacques Breillat        |       | LR    | Jacques Breillat        |       | LR    |
| Les Coteaux de Dordogne    | Liliane Poivert         |       | LR    | Liliane Poivert         |       | LR    |
| Créon                      | Jean-Marie Darmian      |       | PS    | Céline Goeury           |       | DVG   |
| Créon                      | Anne-Laure Fabre-Nader  |       | EÉLV  | Christophe Viandon      |       | DVG   |
| L'Entre-Deux-Mers          | Marie-Claude Agullana   |       | PS    | Marie-Claude Agullana   |       | PS    |
| L'Entre-Deux-Mers          | Guy Moreno              |       | PS    | Nicolas Tarbes          |       | DVG   |
| L'Estuaire                 | Valérie Ducout          |       | DVD   | Louis Cavaleiro         |       | PP    |
| L'Estuaire                 | Xavier Loriaud          |       | MoDem | Valérie Guinaudie       |       | PS    |
| Gujan-Mestras              | Jacques Chauvet         |       | DVD   | Karine Desmoulin        |       | PS    |
| Gujan-Mestras              | Carole Veillard         |       | DVD   | Cédric Pain             |       | PS    |
| Les Landes des Graves      | Hervé Gillé             |       | PS    | Hervé Gillé             |       | PS    |
| Les Landes des Graves      | Sophie Piquemal         |       | PS    | Sophie Piquemal         |       | PS    |
| Le Libournais-Fronsadais   | Jean-Henri Galand       |       | PS    | Jean-Henri Galand       |       | PS    |
| Le Libournais-Fronsadais   | Isabelle Hardy          |       | PS    | Agnès Séjournet         |       | EÉLV  |
| Lormont                    | Marie Jeanne Farcy      |       | PS    | Martine Couturier       |       | EÉLV  |
| Lormont                    | Jean Touzeau            |       | PS    | Philippe Quertinmont    |       | PS    |
| Mérignac-1                 | Alain Charrier          |       | PS    | Alain Charrier          |       | PS    |
| Mérignac-1                 | Carole Guère            |       | PS    | Carole Guère            |       | PS    |
| Mérignac-2                 | Arnaud Arfeuille        |       | PS    | Arnaud Arfeuille        |       | PS    |
| Mérignac-2                 | Cécile Saint Marc       |       | PS    | Marie Récalde           |       | PS    |
| Le Nord-Gironde            | Célia Monseigne         |       | PS    | Célia Monseigne         |       | PS    |
| Le Nord-Gironde            | Alain Renard            |       | PS    | Florian Dumas           |       | PS    |
| Le Nord-Libournais         | Michelle Lacoste        |       | PS    | Michelle Lacoste        |       | PS    |
| Le Nord-Libournais         | Alain Marois            |       | PS    | Sébastien Laborde       |       | PCF   |
| Le Nord-Médoc              | Sonia Colemyn           |       | LMR   | Stéphane Le Bot         |       | PCF   |
| Le Nord-Médoc              | Grégoire de Fournas     |       | RN    | Michelle Saintout       |       | PS    |
| Pessac-1                   | Pierre Ducout           |       | PS    | Laure Curvale           |       | EÉLV  |
| Pessac-1                   | Édith Moncoucut         |       | PS    | Bernard Garrigou        |       | PS    |
| Pessac-2                   | Laure Curvale           |       | EÉLV  | Agnès Destriau          |       | EÉLV  |
| Pessac-2                   | Sébastien Saint-Pasteur |       | PS    | Sébastien Saint-Pasteur |       | PS    |
| Les Portes du Médoc        | Christine Bost          |       | PS    | Christine Bost          |       | PS    |
| Les Portes du Médoc        | Stéphane Saubusse       |       | G.s   | Philippe Ducamp         |       | DVG   |
| La Presqu'île              | Valérie Drouhaut        |       | DVD   | Valérie Drouhaut        |       | DVD   |
| La Presqu'île              | Hubert Laporte          |       | UDI   | Hubert Laporte          |       | UDI   |
| Le Réolais et des Bastides | Bernard Castagnet       |       | PS    | Daniel Barbe            |       | PS    |
| Le Réolais et des Bastides | Christelle Guionie      |       | PS    | Christelle Guionie      |       | PS    |
| Saint-Médard-en-Jalles     | Jacques Mangon          |       | MoDem | Jacques Mangon          |       | MoDem |
| Saint-Médard-en-Jalles     | Agnès Versepuy          |       | UDI   | Agnès Versepuy          |       | UDI   |
| Le Sud-Gironde             | Isabelle Dexpert        |       | PS    | Isabelle Dexpert        |       | PS    |
| Le Sud-Gironde             | Jean-Luc Gleyze         |       | PS    | Jean-Luc Gleyze         |       | PS    |
| Le Sud-Médoc               | Dominique Fedieu        |       | PS    | Dominique Fedieu        |       | PS    |
| Le Sud-Médoc               | Pascale Got             |       | PS    | Pascale Got             |       | PS    |
| Talence                    | Arnaud Dellu            |       | PS    | Bruno Beziade           |       | EÉLV  |
| Talence                    | Denise Greslard-Nédélec |       | PS    | Maud Dumont             |       | EÉLV  |
| La Teste-de-Buch           | Jean-Jacques Éroles     |       | LR    | May Antoun              |       | DVD   |
| La Teste-de-Buch           | Yvette Maupilé          |       | LR    | Patrick Davet           |       | LR    |
| Villenave-d'Ornon          | Martine Jardiné         |       | PS    | Martine Jardiné         |       | PS    |
| Villenave-d'Ornon          | Jacques Raynaud         |       | PS    | Jacques Raynaud         |       | PS    |

## Résultats par canton
Les binômes sont présentés par ordre décroissant des résultats au premier tour. En cas de victoire au second tour du binôme arrivé en deuxième place au premier, ses résultats sont indiqués en gras. 

### Canton d'Andernos-les-Bains
| Candidats                | Candidats                | Partis                   | Nuance                   | Premier tour | Premier tour | Second tour | Second tour |
| Candidats                | Candidats                | Partis                   | Nuance                   | Voix         | %            | Voix        | %           |
| ------------------------ | ------------------------ | ------------------------ | ------------------------ | ------------ | ------------ | ----------- | ----------- |
|                          | Philippe de Gonneville   | DVD                      | DVD                      | 4 694        | 31,72        | 10 012      | 72,59       |
|                          | Marie Larrue             | DVD                      | DVD                      | 4 694        | 31,72        | 10 012      | 72,59       |
|                          | Monique Gouy             | RN                       | RN                       | 2 869        | 19,39        | 3 780       | 27,41       |
|                          | Philippe Lespaux         | RN                       | RN                       | 2 869        | 19,39        | 3 780       | 27,41       |
|                          | Coline Doublet-Mano      | DVG                      | UGE                      | 2 661        | 17,98        |             |             |
|                          | Basile Perrot            | EÉLV                     | UGE                      | 2 661        | 17,98        |             |             |
|                          | Christelle Caillaud      | LREM                     | REM                      | 1 953        | 13,20        |             |             |
|                          | Fabrice Pastor           | LREM                     | REM                      | 1 953        | 13,20        |             |             |
|                          | Sandra Bâcle Varon       | DVG                      | DVG                      | 1 884        | 12,73        |             |             |
|                          | Frédéric Mazeres         | DVG                      | DVG                      | 1 884        | 12,73        |             |             |
|                          | Noah Chollet             | PCF                      | COM                      | 735          | 4,97         |             |             |
|                          | Marylene Faure           | PCF                      | COM                      | 735          | 4,97         |             |             |
|                          |                          |                          |                          |              |              |             |             |
| Suffrages exprimés       | Suffrages exprimés       | Suffrages exprimés       | Suffrages exprimés       | 14 796       | 96,78        | 13 792      | 86,19       |
| Votes blancs             | Votes blancs             | Votes blancs             | Votes blancs             | 300          | 1,96         | 1 524       | 9,52        |
| Votes nuls               | Votes nuls               | Votes nuls               | Votes nuls               | 193          | 1,26         | 685         | 4,28        |
| Total                    | Total                    | Total                    | Total                    | 15 289       | 100          | 16 001      | 100         |
| Abstention               | Abstention               | Abstention               | Abstention               | 31 491       | 67,32        | 30 783      | 65,80       |
| Inscrits / participation | Inscrits / participation | Inscrits / participation | Inscrits / participation | 46 780       | 32,68        | 46 784      | 34,20       |

### Canton de Bordeaux-1
| Candidats                | Candidats                | Partis                   | Nuance                   | Premier tour | Premier tour | Second tour | Second tour |
| Candidats                | Candidats                | Partis                   | Nuance                   | Voix         | %            | Voix        | %           |
| ------------------------ | ------------------------ | ------------------------ | ------------------------ | ------------ | ------------ | ----------- | ----------- |
|                          | Wiame Benyachou          | DVG                      | UGE                      | 3 185        | 42,82        | 4 593       | 64,70       |
|                          | Romain Dostes            | EÉLV                     | UGE                      | 3 185        | 42,82        | 4 593       | 64,70       |
|                          | Christine Errera         | LR                       | DVD                      | 1 251        | 16,82        | 2 506       | 35,30       |
|                          | Jérémy Strohner          | LR                       | DVD                      | 1 251        | 16,82        | 2 506       | 35,30       |
|                          | Johnny Lebeaupin         | LREM                     | REM                      | 1 150        | 15,46        |             |             |
|                          | Laurence Navailles       | LREM                     | REM                      | 1 150        | 15,46        |             |             |
|                          | Myriam Eckert            | GJ                       | EXG                      | 1 055        | 14,18        |             |             |
|                          | Basile Petit-Copigneaux  | LFI                      | EXG                      | 1 055        | 14,18        |             |             |
|                          | Jennifer Adam            | RN                       | RN                       | 637          | 8,56         |             |             |
|                          | Alexandre Przedwoj       | RN                       | RN                       | 637          | 8,56         |             |             |
|                          | Farid Azzoug             | POID                     | EXG                      | 132          | 1,77         |             |             |
|                          | Brigitte Jolly           | POID                     | EXG                      | 132          | 1,77         |             |             |
|                          | Akim El Ouahdani         | DVG                      | DVG                      | 28           | 0,38         |             |             |
|                          | Caroline Mondini         | DVG                      | DVG                      | 28           | 0,38         |             |             |
|                          |                          |                          |                          |              |              |             |             |
| Suffrages exprimés       | Suffrages exprimés       | Suffrages exprimés       | Suffrages exprimés       | 7 438        | 97,24        | 7 099       | 95,08       |
| Votes blancs             | Votes blancs             | Votes blancs             | Votes blancs             | 156          | 2,04         | 252         | 3,38        |
| Votes nuls               | Votes nuls               | Votes nuls               | Votes nuls               | 55           | 0,72         | 115         | 1,54        |
| Total                    | Total                    | Total                    | Total                    | 7 649        | 100          | 7 466       | 100         |
| Abstention               | Abstention               | Abstention               | Abstention               | 16 347       | 68,12        | 16 536      | 68,89       |
| Inscrits / participation | Inscrits / participation | Inscrits / participation | Inscrits / participation | 23 996       | 31,88        | 24 002      | 31,11       |

### Canton de Bordeaux-2
| Candidats                | Candidats                | Partis                   | Nuance                   | Premier tour | Premier tour | Second tour | Second tour |
| Candidats                | Candidats                | Partis                   | Nuance                   | Voix         | %            | Voix        | %           |
| ------------------------ | ------------------------ | ------------------------ | ------------------------ | ------------ | ------------ | ----------- | ----------- |
|                          | Cyril Fonrose            | PS                       | UG                       | 3 502        | 32,46        | 4 679       | 46,69       |
|                          | Marie-Charlotte Latour   | G.s                      | UG                       | 3 502        | 32,46        | 4 679       | 46,69       |
|                          | Laurence Dessertine      | Agir                     | DVD                      | 2 730        | 25,30        | 5 342       | 53,31       |
|                          | Michel Dufranc           | Agir                     | DVD                      | 2 730        | 25,30        | 5 342       | 53,31       |
|                          | Marik Fetouh             | DVD                      | DVD                      | 1 767        | 16,38        |             |             |
|                          | Alexandra Siarri         | DVD                      | DVD                      | 1 767        | 16,38        |             |             |
|                          | Christiane Armanet       | RN                       | RN                       | 1 052        | 9,75         |             |             |
|                          | Guillaume Jammes         | RN                       | RN                       | 1 052        | 9,75         |             |             |
|                          | Guillaume Boraud         | LR                       | UD                       | 951          | 8,81         |             |             |
|                          | Virginie Calvet          | LR                       | UD                       | 951          | 8,81         |             |             |
|                          | Gautier Fournié          | BeL                      | EXG                      | 603          | 5,59         |             |             |
|                          | Danielle Poulmarch       | BeL                      | EXG                      | 603          | 5,59         |             |             |
|                          | Philippe Gouband         | SE                       | DIV                      | 185          | 1,71         |             |             |
|                          | Catherine Preuilh        | SE                       | DIV                      | 185          | 1,71         |             |             |
|                          |                          |                          |                          |              |              |             |             |
| Suffrages exprimés       | Suffrages exprimés       | Suffrages exprimés       | Suffrages exprimés       | 10 790       | 97,31        | 10 021      | 93,10       |
| Votes blancs             | Votes blancs             | Votes blancs             | Votes blancs             | 212          | 1,91         | 506         | 4,70        |
| Votes nuls               | Votes nuls               | Votes nuls               | Votes nuls               | 86           | 0,78         | 237         | 2,20        |
| Total                    | Total                    | Total                    | Total                    | 11 088       | 100          | 10 764      | 100         |
| Abstention               | Abstention               | Abstention               | Abstention               | 20 293       | 64,67        | 20 625      | 65,71       |
| Inscrits / participation | Inscrits / participation | Inscrits / participation | Inscrits / participation | 31 381       | 35,33        | 31 389      | 34,29       |

### Canton de Bordeaux-3
| Candidats                | Candidats                | Partis                   | Nuance                   | Premier tour | Premier tour | Second tour | Second tour |
| Candidats                | Candidats                | Partis                   | Nuance                   | Voix         | %            | Voix        | %           |
| ------------------------ | ------------------------ | ------------------------ | ------------------------ | ------------ | ------------ | ----------- | ----------- |
|                          | Géraldine Amouroux       | LR                       | LR                       | 2 998        | 24,74        | 7 081       | 60,76       |
|                          | Gérald Carmona           | LR                       | LR                       | 2 998        | 24,74        | 7 081       | 60,76       |
|                          | Clément Jeandet          | DVG                      | UGE                      | 2 913        | 24,04        | 4 574       | 39,24       |
|                          | Françoise Julien         | EÉLV                     | UGE                      | 2 913        | 24,04        | 4 574       | 39,24       |
|                          | Dominique David          | LREM                     | REM                      | 2 890        | 23,85        |             |             |
|                          | Xavier Loustaunau        | Agir                     | REM                      | 2 890        | 23,85        |             |             |
|                          | Christophe Dedenis       | RN                       | RN                       | 1 625        | 13,41        |             |             |
|                          | Agnès Remy               | RN                       | RN                       | 1 625        | 13,41        |             |             |
|                          | Ludovic Bousquet         | DVD                      | UCD                      | 1 098        | 9,06         |             |             |
|                          | Sarah Bromberg           | DVD                      | UCD                      | 1 098        | 9,06         |             |             |
|                          | Nadia Sanguine           | GJ                       | EXG                      | 595          | 4,91         |             |             |
|                          | Grégory Subervie         | LFI                      | EXG                      | 595          | 4,91         |             |             |
|                          |                          |                          |                          |              |              |             |             |
| Suffrages exprimés       | Suffrages exprimés       | Suffrages exprimés       | Suffrages exprimés       | 12 119       | 95,86        | 11 655      | 94,45       |
| Votes blancs             | Votes blancs             | Votes blancs             | Votes blancs             | 263          | 2,08         | 480         | 3,89        |
| Votes nuls               | Votes nuls               | Votes nuls               | Votes nuls               | 260          | 2,06         | 205         | 1,66        |
| Total                    | Total                    | Total                    | Total                    | 12 642       | 100          | 12 340      | 100         |
| Abstention               | Abstention               | Abstention               | Abstention               | 21 973       | 63,48        | 22 283      | 64,36       |
| Inscrits / participation | Inscrits / participation | Inscrits / participation | Inscrits / participation | 34 615       | 36,52        | 34 623      | 35,64       |

### Canton de Bordeaux-4
| Candidats                | Candidats                | Partis                   | Nuance                   | Premier tour | Premier tour | Second tour | Second tour |
| Candidats                | Candidats                | Partis                   | Nuance                   | Voix         | %            | Voix        | %           |
| ------------------------ | ------------------------ | ------------------------ | ------------------------ | ------------ | ------------ | ----------- | ----------- |
|                          | Vincent Maurin           | PCF                      | UG                       | 2 814        | 32,56        | 4 377       | 57,01       |
|                          | Véronique Seyral         | PS                       | UG                       | 2 814        | 32,56        | 4 377       | 57,01       |
|                          | Alexandra Martin         | LREM                     | REM                      | 1 738        | 20,11        | 3 300       | 42,99       |
|                          | Luc Pascal               | LREM                     | REM                      | 1 738        | 20,11        | 3 300       | 42,99       |
|                          | Julie Jean               | LR                       | UCD                      | 1 604        | 18,56        |             |             |
|                          | Pierre de Gaëtan Njikam  | LR                       | UCD                      | 1 604        | 18,56        |             |             |
|                          | Morgane Le Nair          | RN                       | RN                       | 1 180        | 13,65        |             |             |
|                          | Bruno Paluteau           | RN                       | RN                       | 1 180        | 13,65        |             |             |
|                          | Pierre Benaïm            | BeL                      | EXG                      | 815          | 9,43         |             |             |
|                          | Marie-Pierre Rejasse     | LFI                      | EXG                      | 815          | 9,43         |             |             |
|                          | Sandrine Daniel          | SE                       | DIV                      | 327          | 3,78         |             |             |
|                          | Medhi Saboulard          | SE                       | DIV                      | 327          | 3,78         |             |             |
|                          | Magali Foroni            | DVG                      | DVG                      | 165          | 1,91         |             |             |
|                          | Walid Karkoud            | DVG                      | DVG                      | 165          | 1,91         |             |             |
|                          |                          |                          |                          |              |              |             |             |
| Suffrages exprimés       | Suffrages exprimés       | Suffrages exprimés       | Suffrages exprimés       | 8 643        | 96,52        | 7 677       | 89,27       |
| Votes blancs             | Votes blancs             | Votes blancs             | Votes blancs             | 219          | 2,45         | 663         | 7,71        |
| Votes nuls               | Votes nuls               | Votes nuls               | Votes nuls               | 93           | 1,04         | 260         | 3,02        |
| Total                    | Total                    | Total                    | Total                    | 8 955        | 100          | 8 600       | 100         |
| Abstention               | Abstention               | Abstention               | Abstention               | 23 952       | 72,79        | 24 322      | 73,88       |
| Inscrits / participation | Inscrits / participation | Inscrits / participation | Inscrits / participation | 32 907       | 27,21        | 32 922      | 26,12       |

### Canton de Bordeaux-5
| Candidats                | Candidats                | Partis                   | Nuance                   | Premier tour | Premier tour | Second tour | Second tour |
| Candidats                | Candidats                | Partis                   | Nuance                   | Voix         | %            | Voix        | %           |
| ------------------------ | ------------------------ | ------------------------ | ------------------------ | ------------ | ------------ | ----------- | ----------- |
|                          | Ève Demange              | EÉLV                     | UGE                      | 4 184        | 46,17        | 5 739       | 69,22       |
|                          | Mathieu Mangin           | PS                       | UGE                      | 4 184        | 46,17        | 5 739       | 69,22       |
|                          | Emmanuelle Cuny          | DVD                      | UD                       | 1 381        | 15,24        | 2 552       | 30,78       |
|                          | Marc Lafosse             | DVD                      | UD                       | 1 381        | 15,24        | 2 552       | 30,78       |
|                          | Flora Couhault           | BeL                      | EXG                      | 1 360        | 15,01        |             |             |
|                          | Patrick Youf             | BeL                      | EXG                      | 1 360        | 15,01        |             |             |
|                          | Romane Dubouchet         | LREM                     | REM                      | 1 214        | 13,40        |             |             |
|                          | Jamel Zaghouani          | LREM                     | REM                      | 1 214        | 13,40        |             |             |
|                          | Pierre Le Camus          | RN                       | RN                       | 923          | 10,19        |             |             |
|                          | Marta Le Nair            | RN                       | RN                       | 923          | 10,19        |             |             |
|                          |                          |                          |                          |              |              |             |             |
| Suffrages exprimés       | Suffrages exprimés       | Suffrages exprimés       | Suffrages exprimés       | 9 062        | 96,82        | 8 291       | 94,21       |
| Votes blancs             | Votes blancs             | Votes blancs             | Votes blancs             | 188          | 2,01         | 359         | 4,08        |
| Votes nuls               | Votes nuls               | Votes nuls               | Votes nuls               | 110          | 1,18         | 151         | 1,72        |
| Total                    | Total                    | Total                    | Total                    | 9 360        | 100          | 8 801       | 100         |
| Abstention               | Abstention               | Abstention               | Abstention               | 19 612       | 67,69        | 20 180      | 69,63       |
| Inscrits / participation | Inscrits / participation | Inscrits / participation | Inscrits / participation | 28 972       | 32,31        | 28 981      | 30,37       |

### Canton du Bouscat
| Candidats                | Candidats                | Partis                   | Nuance                   | Premier tour | Premier tour | Second tour | Second tour |
| Candidats                | Candidats                | Partis                   | Nuance                   | Voix         | %            | Voix        | %           |
| ------------------------ | ------------------------ | ------------------------ | ------------------------ | ------------ | ------------ | ----------- | ----------- |
|                          | Fabienne Dumas           | DVD                      | DVD                      | 3 162        | 33,61        | 5 338       | 58,17       |
|                          | Dominique Vincent        | LR                       | DVD                      | 3 162        | 33,61        | 5 338       | 58,17       |
|                          | Patrick Alvarez          | PCF                      | UG                       | 2 880        | 30,61        | 3 838       | 41,83       |
|                          | Emmanuelle Lamarque      | PS                       | UG                       | 2 880        | 30,61        | 3 838       | 41,83       |
|                          | Frédérique Boucher       | LREM                     | UCD                      | 1 885        | 20,03        |             |             |
|                          | Philippe Séguineaud      | Agir                     | UCD                      | 1 885        | 20,03        |             |             |
|                          | Patrick Fautrier         | RN                       | RN                       | 1 482        | 15,75        |             |             |
|                          | Carine Torres            | RN                       | RN                       | 1 482        | 15,75        |             |             |
|                          |                          |                          |                          |              |              |             |             |
| Suffrages exprimés       | Suffrages exprimés       | Suffrages exprimés       | Suffrages exprimés       | 9 409        | 97,26        | 9 176       | 94,72       |
| Votes blancs             | Votes blancs             | Votes blancs             | Votes blancs             | 204          | 2,11         | 363         | 3,75        |
| Votes nuls               | Votes nuls               | Votes nuls               | Votes nuls               | 61           | 0,63         | 148         | 1,53        |
| Total                    | Total                    | Total                    | Total                    | 9 674        | 100          | 9 687       | 100         |
| Abstention               | Abstention               | Abstention               | Abstention               | 20 154       | 67,57        | 20 147      | 67,53       |
| Inscrits / participation | Inscrits / participation | Inscrits / participation | Inscrits / participation | 29 828       | 32,43        | 29 834      | 32,47       |

### Canton de La Brède
| Candidats                | Candidats                | Partis                   | Nuance                   | Premier tour | Premier tour | Second tour | Second tour |
| Candidats                | Candidats                | Partis                   | Nuance                   | Voix         | %            | Voix        | %           |
| ------------------------ | ------------------------ | ------------------------ | ------------------------ | ------------ | ------------ | ----------- | ----------- |
|                          | Bernard Fath             | PS                       | SOC                      | 5 328        | 47,91        | 6 333       | 61,69       |
|                          | Corinne Martinez         | PS                       | SOC                      | 5 328        | 47,91        | 6 333       | 61,69       |
|                          | Eugénie Barron           | Agir                     | UC                       | 2 622        | 23,57        | 3 933       | 38,31       |
|                          | Dominique Claverie       | DVC                      | UC                       | 2 622        | 23,57        | 3 933       | 38,31       |
|                          | Julie Lataste            | RN                       | RN                       | 1 984        | 17,84        |             |             |
|                          | Damien Obrador           | RN                       | RN                       | 1 984        | 17,84        |             |             |
|                          | Gabriel Boyreau          | DVD                      | UD                       | 1 188        | 10,68        |             |             |
|                          | Céline Vidal de Sousa    | LR                       | UD                       | 1 188        | 10,68        |             |             |
|                          |                          |                          |                          |              |              |             |             |
| Suffrages exprimés       | Suffrages exprimés       | Suffrages exprimés       | Suffrages exprimés       | 11 122       | 95,81        | 10 266      | 89,40       |
| Votes blancs             | Votes blancs             | Votes blancs             | Votes blancs             | 323          | 2,78         | 862         | 7,51        |
| Votes nuls               | Votes nuls               | Votes nuls               | Votes nuls               | 163          | 1,40         | 355         | 3,09        |
| Total                    | Total                    | Total                    | Total                    | 11 608       | 100          | 11 483      | 100         |
| Abstention               | Abstention               | Abstention               | Abstention               | 22 342       | 65,81        | 22 475      | 66,18       |
| Inscrits / participation | Inscrits / participation | Inscrits / participation | Inscrits / participation | 33 950       | 34,19        | 33 958      | 33,82       |

### Canton de Cenon
| Candidats                | Candidats                  | Partis                   | Nuance                   | Premier tour | Premier tour | Second tour | Second tour |
| Candidats                | Candidats                  | Partis                   | Nuance                   | Voix         | %            | Voix        | %           |
| ------------------------ | -------------------------- | ------------------------ | ------------------------ | ------------ | ------------ | ----------- | ----------- |
|                          | Jean-François Egron        | PS                       | SOC                      | 3 238        | 45,88        | 5 155       | 72,78       |
|                          | Nathalie Lacuey            | PS                       | SOC                      | 3 238        | 45,88        | 5 155       | 72,78       |
|                          | Alexandre Ledoux           | RN                       | RN                       | 1 454        | 20,60        | 1 928       | 27,22       |
|                          | Christine Vergnol          | RN                       | RN                       | 1 454        | 20,60        | 1 928       | 27,22       |
|                          | Céline Blanc               | DVD                      | UCD                      | 1 154        | 16,35        |             |             |
|                          | Jérôme Olivier             | DVD                      | UCD                      | 1 154        | 16,35        |             |             |
|                          | Marielle Abarrategui       | LFI                      | FI                       | 601          | 8,52         |             |             |
|                          | Miguel Menendez            | LFI                      | FI                       | 601          | 8,52         |             |             |
|                          | Sylvie Galan               | PCF                      | COM                      | 430          | 6,09         |             |             |
|                          | Max Guichard               | PCF                      | COM                      | 430          | 6,09         |             |             |
|                          | Florence Carcenac de Torné | DVG                      | DVG                      | 181          | 2,56         |             |             |
|                          | Christian Letard           | DVG                      | DVG                      | 181          | 2,56         |             |             |
|                          |                            |                          |                          |              |              |             |             |
| Suffrages exprimés       | Suffrages exprimés         | Suffrages exprimés       | Suffrages exprimés       | 7 058        | 95,61        | 7 083       | 92,11       |
| Votes blancs             | Votes blancs               | Votes blancs             | Votes blancs             | 201          | 2,72         | 385         | 5,01        |
| Votes nuls               | Votes nuls                 | Votes nuls               | Votes nuls               | 123          | 1,67         | 222         | 2,89        |
| Total                    | Total                      | Total                    | Total                    | 7 382        | 100          | 7 690       | 100         |
| Abstention               | Abstention                 | Abstention               | Abstention               | 21 089       | 74,07        | 20 791      | 73,00       |
| Inscrits / participation | Inscrits / participation   | Inscrits / participation | Inscrits / participation | 28 471       | 25,93        | 28 481      | 27,00       |

### Canton des Coteaux de Dordogne
| Candidats                | Candidats                | Partis                   | Nuance                   | Premier tour | Premier tour | Second tour | Second tour |
| Candidats                | Candidats                | Partis                   | Nuance                   | Voix         | %            | Voix        | %           |
| ------------------------ | ------------------------ | ------------------------ | ------------------------ | ------------ | ------------ | ----------- | ----------- |
|                          | Jacques Breillat         | LR                       | LR                       | 3 930        | 42,10        | 5 384       | 58,55       |
|                          | Liliane Poivert          | LR                       | LR                       | 3 930        | 42,10        | 5 384       | 58,55       |
|                          | Marie-Christine Faure    | DVG                      | UG                       | 2 941        | 31,51        | 3 812       | 41,45       |
|                          | Robert Pocino            | DVG                      | UG                       | 2 941        | 31,51        | 3 812       | 41,45       |
|                          | Pauline Garraud          | RN                       | RN                       | 2 463        | 26,39        |             |             |
|                          | Jean-Charles Peyrondet   | RN                       | RN                       | 2 463        | 26,39        |             |             |
|                          |                          |                          |                          |              |              |             |             |
| Suffrages exprimés       | Suffrages exprimés       | Suffrages exprimés       | Suffrages exprimés       | 9 334        | 94,90        | 9 196       | 90,77       |
| Votes blancs             | Votes blancs             | Votes blancs             | Votes blancs             | 294          | 2,99         | 532         | 5,25        |
| Votes nuls               | Votes nuls               | Votes nuls               | Votes nuls               | 208          | 2,11         | 403         | 3,98        |
| Total                    | Total                    | Total                    | Total                    | 9 836        | 100          | 10 131      | 100         |
| Abstention               | Abstention               | Abstention               | Abstention               | 17 226       | 63,65        | 16 954      | 62,60       |
| Inscrits / participation | Inscrits / participation | Inscrits / participation | Inscrits / participation | 27 062       | 36,35        | 27 085      | 37,40       |

### Canton de Créon
| Candidats                | Candidats                | Partis                   | Nuance                   | Premier tour | Premier tour | Second tour | Second tour |
| Candidats                | Candidats                | Partis                   | Nuance                   | Voix         | %            | Voix        | %           |
| ------------------------ | ------------------------ | ------------------------ | ------------------------ | ------------ | ------------ | ----------- | ----------- |
|                          | Céline Goeury            | PS                       | DVG                      | 3 975        | 31,78        | 7 002       | 61,37       |
|                          | Christophe Viandon       | PS                       | DVG                      | 3 975        | 31,78        | 7 002       | 61,37       |
|                          | Christelle Dubos         | LREM                     | REM                      | 2 919        | 23,34        | 4 407       | 38,63       |
|                          | Bertrand Gautier         | DVC                      | REM                      | 2 919        | 23,34        | 4 407       | 38,63       |
|                          | Colette Jacquemot        | RN                       | RN                       | 2 551        | 20,40        |             |             |
|                          | Richard Unrein           | RN                       | RN                       | 2 551        | 20,40        |             |             |
|                          | Mathilde Feld            | LFI                      | UGE                      | 2 446        | 19,56        |             |             |
|                          | Jean-Hervé Le Bars       | EÉLV                     | UGE                      | 2 446        | 19,56        |             |             |
|                          | Dominique Barbe          | DVG                      | DVG                      | 616          | 4,93         |             |             |
|                          | Alain Thomas             | DVG                      | DVG                      | 616          | 4,93         |             |             |
|                          |                          |                          |                          |              |              |             |             |
| Suffrages exprimés       | Suffrages exprimés       | Suffrages exprimés       | Suffrages exprimés       | 12 507       | 95,99        | 11 409      | 87,87       |
| Votes blancs             | Votes blancs             | Votes blancs             | Votes blancs             | 343          | 2,63         | 1 031       | 7,94        |
| Votes nuls               | Votes nuls               | Votes nuls               | Votes nuls               | 180          | 1,38         | 544         | 4,19        |
| Total                    | Total                    | Total                    | Total                    | 13 030       | 100          | 12 984      | 100         |
| Abstention               | Abstention               | Abstention               | Abstention               | 24 847       | 65,60        | 24 889      | 65,72       |
| Inscrits / participation | Inscrits / participation | Inscrits / participation | Inscrits / participation | 37 877       | 34,40        | 37 873      | 34,28       |

### Canton de l'Entre-Deux-Mers
| Candidats                | Candidats                    | Partis                   | Nuance                   | Premier tour | Premier tour | Second tour | Second tour |
| Candidats                | Candidats                    | Partis                   | Nuance                   | Voix         | %            | Voix        | %           |
| ------------------------ | ---------------------------- | ------------------------ | ------------------------ | ------------ | ------------ | ----------- | ----------- |
|                          | Marie-Claude Agullana        | PS                       | DVG                      | 3 249        | 33,73        | 5 246       | 58,72       |
|                          | Nicolas Tarbes               | DVG                      | DVG                      | 3 249        | 33,73        | 5 246       | 58,72       |
|                          | Eric Guérin                  | DVD                      | DVD                      | 2 416        | 25,08        | 3 688       | 41,28       |
|                          | Florence Lassarade           | LR                       | DVD                      | 2 416        | 25,08        | 3 688       | 41,28       |
|                          | Catherine Courbian-Chauderon | RN                       | RN                       | 2 103        | 21,83        |             |             |
|                          | Patrick Duval-Campana        | RN                       | RN                       | 2 103        | 21,83        |             |             |
|                          | Lionel Chollon               | DVG                      | UG                       | 1 865        | 19,36        |             |             |
|                          | Fabienne Limousin            | DVG                      | UG                       | 1 865        | 19,36        |             |             |
|                          |                              |                          |                          |              |              |             |             |
| Suffrages exprimés       | Suffrages exprimés           | Suffrages exprimés       | Suffrages exprimés       | 9 633        | 94,91        | 8 934       | 89,72       |
| Votes blancs             | Votes blancs                 | Votes blancs             | Votes blancs             | 332          | 3,27         | 646         | 6,49        |
| Votes nuls               | Votes nuls                   | Votes nuls               | Votes nuls               | 185          | 1,82         | 378         | 3,80        |
| Total                    | Total                        | Total                    | Total                    | 10 150       | 100          | 9 958       | 100         |
| Abstention               | Abstention                   | Abstention               | Abstention               | 17 037       | 62,67        | 17 232      | 63,68       |
| Inscrits / participation | Inscrits / participation     | Inscrits / participation | Inscrits / participation | 27 187       | 37,33        | 27 190      | 36,62       |

### Canton de l'Estuaire
| Candidats                | Candidats                 | Partis                   | Nuance                   | Premier tour | Premier tour | Second tour | Second tour |
| Candidats                | Candidats                 | Partis                   | Nuance                   | Voix         | %            | Voix        | %           |
| ------------------------ | ------------------------- | ------------------------ | ------------------------ | ------------ | ------------ | ----------- | ----------- |
|                          | Louis Cavaleiro           | PP                       | UG                       | 3 540        | 37,41        | 5 976       | 62,71       |
|                          | Valérie Guinaudie         | PS                       | UG                       | 3 540        | 37,41        | 5 976       | 62,71       |
|                          | Christine Dumas           | RN                       | EXD                      | 2 514        | 26,57        | 3 554       | 37,29       |
|                          | Michel Henry              | DVD                      | EXD                      | 2 514        | 26,57        | 3 554       | 37,29       |
|                          | Mathieu Delomier          | DVD                      | UCD                      | 1 688        | 17,84        |             |             |
|                          | Anne-Marie Verit          | Agir                     | UCD                      | 1 688        | 17,84        |             |             |
|                          | Alexis Bornazeau          | SE                       | DIV                      | 1 234        | 13,04        |             |             |
|                          | Catherine Verges          | SE                       | DIV                      | 1 234        | 13,04        |             |             |
|                          | Charles Tailleur          | LP                       | DSV                      | 282          | 2,98         |             |             |
|                          | Céline Tricheux           | LP                       | DSV                      | 282          | 2,98         |             |             |
|                          | Sandrine Guyomar          | DVG                      | DVG                      | 205          | 2,17         |             |             |
|                          | Patrice-Nicolas Manterola | DVG                      | DVG                      | 205          | 2,17         |             |             |
|                          |                           |                          |                          |              |              |             |             |
| Suffrages exprimés       | Suffrages exprimés        | Suffrages exprimés       | Suffrages exprimés       | 9 463        | 92,90        | 9 530       | 91,39       |
| Votes blancs             | Votes blancs              | Votes blancs             | Votes blancs             | 435          | 4,27         | 573         | 5,49        |
| Votes nuls               | Votes nuls                | Votes nuls               | Votes nuls               | 288          | 2,83         | 325         | 3,12        |
| Total                    | Total                     | Total                    | Total                    | 10 186       | 100          | 10 428      | 100         |
| Abstention               | Abstention                | Abstention               | Abstention               | 20 494       | 66,80        | 20 261      | 66,02       |
| Inscrits / participation | Inscrits / participation  | Inscrits / participation | Inscrits / participation | 30 680       | 33,20        | 30 689      | 33,98       |

### Canton de Gujan-Mestras
| Candidats                | Candidats                 | Partis                   | Nuance                   | Premier tour | Premier tour | Second tour | Second tour |
| Candidats                | Candidats                 | Partis                   | Nuance                   | Voix         | %            | Voix        | %           |
| ------------------------ | ------------------------- | ------------------------ | ------------------------ | ------------ | ------------ | ----------- | ----------- |
|                          | Karine Desmoulin          | PS                       | SOC                      | 3 707        | 33,40        | 6 622       | 61,13       |
|                          | Cédric Pain               | PS                       | SOC                      | 3 707        | 33,40        | 6 622       | 61,13       |
|                          | Jacques Chauvet           | DVD                      | UCD                      | 2 148        | 19,35        | 4 210       | 38,87       |
|                          | Carole Veillard           | DVD                      | UCD                      | 2 148        | 19,35        | 4 210       | 38,87       |
|                          | Bruno Dumonteil           | OF                       | DVD                      | 2 006        | 18,08        |             |             |
|                          | Élisabeth Rezer-Sandillon | DVD                      | DVD                      | 2 006        | 18,08        |             |             |
|                          | Hubert Bonjean            | RN                       | RN                       | 1 825        | 16,44        |             |             |
|                          | Viviane Vigouroux         | RN                       | RN                       | 1 825        | 16,44        |             |             |
|                          | Béatrice Bach             | EÉLV                     | ECO                      | 1 007        | 9,07         |             |             |
|                          | Nicolas Dubot             | EÉLV                     | ECO                      | 1 007        | 9,07         |             |             |
|                          | Jean-Baptiste Bonnet      | LFI                      | FI                       | 405          | 3,65         |             |             |
|                          | Krystèle Mothes           | LFI                      | FI                       | 405          | 3,65         |             |             |
|                          |                           |                          |                          |              |              |             |             |
| Suffrages exprimés       | Suffrages exprimés        | Suffrages exprimés       | Suffrages exprimés       | 11 098       | 97,27        | 10 832      | 92,96       |
| Votes blancs             | Votes blancs              | Votes blancs             | Votes blancs             | 178          | 1,56         | 548         | 4,70        |
| Votes nuls               | Votes nuls                | Votes nuls               | Votes nuls               | 134          | 1,17         | 272         | 2,33        |
| Total                    | Total                     | Total                    | Total                    | 11 410       | 100          | 11 652      | 100         |
| Abstention               | Abstention                | Abstention               | Abstention               | 24 216       | 67,97        | 23 985      | 67,30       |
| Inscrits / participation | Inscrits / participation  | Inscrits / participation | Inscrits / participation | 35 626       | 32,03        | 35 637      | 32,70       |

### Canton des Landes des Graves
| Candidats                | Candidats                | Partis                   | Nuance                   | Premier tour | Premier tour | Second tour | Second tour |
| Candidats                | Candidats                | Partis                   | Nuance                   | Voix         | %            | Voix        | %           |
| ------------------------ | ------------------------ | ------------------------ | ------------------------ | ------------ | ------------ | ----------- | ----------- |
|                          | Hervé Gillé              | PS                       | SOC                      | 3 550        | 32,95        | 7 162       | 66,87       |
|                          | Sophie Piquemal          | PS                       | SOC                      | 3 550        | 32,95        | 7 162       | 66,87       |
|                          | Martine Duprat           | RN                       | RN                       | 2 813        | 26,11        | 3 549       | 33,13       |
|                          | Jean-Claude Saunier      | RN                       | RN                       | 2 813        | 26,11        | 3 549       | 33,13       |
|                          | Corinne Laurent          | LR                       | LR                       | 2 265        | 21,02        |             |             |
|                          | Denis Pernin             | LR                       | LR                       | 2 265        | 21,02        |             |             |
|                          | Emma Carvalho            | LFI                      | UGE                      | 1 688        | 15,67        |             |             |
|                          | Hervé Georges            | EÉLV                     | UGE                      | 1 688        | 15,67        |             |             |
|                          | David Rieu               | PCF                      | COM                      | 458          | 4,25         |             |             |
|                          | Nicole Ruiz              | PCF                      | COM                      | 458          | 4,25         |             |             |
|                          |                          |                          |                          |              |              |             |             |
| Suffrages exprimés       | Suffrages exprimés       | Suffrages exprimés       | Suffrages exprimés       | 10 774       | 95,74        | 10 711      | 92,76       |
| Votes blancs             | Votes blancs             | Votes blancs             | Votes blancs             | 310          | 2,75         | 574         | 4,97        |
| Votes nuls               | Votes nuls               | Votes nuls               | Votes nuls               | 169          | 1,50         | 262         | 2,27        |
| Total                    | Total                    | Total                    | Total                    | 11 253       | 100          | 11 547      | 100         |
| Abstention               | Abstention               | Abstention               | Abstention               | 22 815       | 66,97        | 22 522      | 66,11       |
| Inscrits / participation | Inscrits / participation | Inscrits / participation | Inscrits / participation | 34 068       | 33,03        | 34 069      | 33,89       |

### Canton du Libournais-Fronsadais
| Candidats                | Candidats                | Partis                   | Nuance                   | Premier tour | Premier tour | Second tour | Second tour |
| Candidats                | Candidats                | Partis                   | Nuance                   | Voix         | %            | Voix        | %           |
| ------------------------ | ------------------------ | ------------------------ | ------------------------ | ------------ | ------------ | ----------- | ----------- |
|                          | Jean-Henri Galand        | PS                       | UGE                      | 6 032        | 50,52        | 7 801       | 65,08       |
|                          | Agnès Sejournet          | EÉLV                     | UGE                      | 6 032        | 50,52        | 7 801       | 65,08       |
|                          | Marie-Thérèse Alonso     | DVD                      | UXD                      | 3 341        | 27,98        | 4 186       | 34,92       |
|                          | Gonzague Malherbe        | RN                       | UXD                      | 3 341        | 27,98        | 4 186       | 34,92       |
|                          | Michaël Cenni            | DVD                      | DVD                      | 2 567        | 21,50        |             |             |
|                          | Nathalie Poulain         | DVD                      | DVD                      | 2 567        | 21,50        |             |             |
|                          |                          |                          |                          |              |              |             |             |
| Suffrages exprimés       | Suffrages exprimés       | Suffrages exprimés       | Suffrages exprimés       | 11 940       | 94,66        | 11 987      | 92,56       |
| Votes blancs             | Votes blancs             | Votes blancs             | Votes blancs             | 433          | 3,43         | 620         | 4,79        |
| Votes nuls               | Votes nuls               | Votes nuls               | Votes nuls               | 240          | 1,90         | 343         | 2,65        |
| Total                    | Total                    | Total                    | Total                    | 12 613       | 100          | 12 950      | 100         |
| Abstention               | Abstention               | Abstention               | Abstention               | 25 318       | 66,75        | 24 987      | 65,86       |
| Inscrits / participation | Inscrits / participation | Inscrits / participation | Inscrits / participation | 37 931       | 33,25        | 37 937      | 34,14       |

### Canton de Lormont
| Candidats                | Candidats                | Partis                   | Nuance                   | Premier tour | Premier tour | Second tour | Second tour |
| Candidats                | Candidats                | Partis                   | Nuance                   | Voix         | %            | Voix        | %           |
| ------------------------ | ------------------------ | ------------------------ | ------------------------ | ------------ | ------------ | ----------- | ----------- |
|                          | Martine Couturier        | EÉLV                     | UGE                      | 3 069        | 42,77        | 4 915       | 68,63       |
|                          | Philippe Quertinmont     | PS                       | UGE                      | 3 069        | 42,77        | 4 915       | 68,63       |
|                          | Serge Bluge              | RN                       | RN                       | 1 917        | 26,71        | 2 247       | 31,37       |
|                          | Julie Rechagneux         | RN                       | RN                       | 1 917        | 26,71        | 2 247       | 31,37       |
|                          | Olga Akou                | DVC                      | UCD                      | 814          | 11,34        |             |             |
|                          | Mathieu Chollet          | DVD                      | UCD                      | 814          | 11,34        |             |             |
|                          | Didier Erit              | LR                       | LR                       | 795          | 11,08        |             |             |
|                          | Marie-Charlotte Muret    | LR                       | LR                       | 795          | 11,08        |             |             |
|                          | Maud Besson              | LFI                      | FI                       | 581          | 8,10         |             |             |
|                          | Christian Mayereau       | LFI                      | FI                       | 581          | 8,10         |             |             |
|                          |                          |                          |                          |              |              |             |             |
| Suffrages exprimés       | Suffrages exprimés       | Suffrages exprimés       | Suffrages exprimés       | 7 176        | 95,43        | 7 162       | 93,40       |
| Votes blancs             | Votes blancs             | Votes blancs             | Votes blancs             | 226          | 3,01         | 340         | 4,43        |
| Votes nuls               | Votes nuls               | Votes nuls               | Votes nuls               | 118          | 1,57         | 166         | 2,16        |
| Total                    | Total                    | Total                    | Total                    | 7 520        | 100          | 7 668       | 100         |
| Abstention               | Abstention               | Abstention               | Abstention               | 19 042       | 71,69        | 18 903      | 71,14       |
| Inscrits / participation | Inscrits / participation | Inscrits / participation | Inscrits / participation | 26 562       | 28,31        | 26 571      | 28,86       |

### Canton de Mérignac-1
| Candidats                | Candidats                | Partis                   | Nuance                   | Premier tour | Premier tour | Second tour | Second tour |
| Candidats                | Candidats                | Partis                   | Nuance                   | Voix         | %            | Voix        | %           |
| ------------------------ | ------------------------ | ------------------------ | ------------------------ | ------------ | ------------ | ----------- | ----------- |
|                          | Alain Charrier           | PS                       | SOC                      | 2 933        | 29,85        | 5 054       | 59,34       |
|                          | Carole Guère             | PS                       | SOC                      | 2 933        | 29,85        | 5 054       | 59,34       |
|                          | Stéphane Gaso            | EÉLV                     | ECO                      | 1 849        | 18,82        | 3 463       | 40,66       |
|                          | Patricia Nedel           | EÉLV                     | ECO                      | 1 849        | 18,82        | 3 463       | 40,66       |
|                          | Clara Feufeu-Rozière     | LREM                     | REM                      | 1 789        | 18,21        |             |             |
|                          | Christophe Vasquez       | LREM                     | REM                      | 1 789        | 18,21        |             |             |
|                          | Hervé Caramona           | RN                       | RN                       | 1 625        | 16,54        |             |             |
|                          | Marie Phenix             | RN                       | RN                       | 1 625        | 16,54        |             |             |
|                          | Wilfrid Dautry           | DVD                      | UCD                      | 1 027        | 10,45        |             |             |
|                          | Aurelie Dufraix          | DVD                      | UCD                      | 1 027        | 10,45        |             |             |
|                          | Joël Girard              | PCF                      | COM                      | 458          | 4,66         |             |             |
|                          | Érika Vasquez            | PCF                      | COM                      | 458          | 4,66         |             |             |
|                          | Maria Calvar             | LP                       | DSV                      | 145          | 1,48         |             |             |
|                          | Michel Mimeau            | LP                       | DSV                      | 145          | 1,48         |             |             |
|                          |                          |                          |                          |              |              |             |             |
| Suffrages exprimés       | Suffrages exprimés       | Suffrages exprimés       | Suffrages exprimés       | 9 826        | 96,95        | 8 517       | 83,71       |
| Votes blancs             | Votes blancs             | Votes blancs             | Votes blancs             | 188          | 1,85         | 1 133       | 11,14       |
| Votes nuls               | Votes nuls               | Votes nuls               | Votes nuls               | 121          | 1,19         | 524         | 5,15        |
| Total                    | Total                    | Total                    | Total                    | 10 135       | 100          | 10 174      | 100         |
| Abstention               | Abstention               | Abstention               | Abstention               | 21 408       | 67,87        | 21 371      | 67,75       |
| Inscrits / participation | Inscrits / participation | Inscrits / participation | Inscrits / participation | 31 543       | 32,13        | 31 545      | 32,25       |

### Canton de Mérignac-2
| Candidats                | Candidats                     | Partis                   | Nuance                   | Premier tour | Premier tour | Second tour | Second tour |
| Candidats                | Candidats                     | Partis                   | Nuance                   | Voix         | %            | Voix        | %           |
| ------------------------ | ----------------------------- | ------------------------ | ------------------------ | ------------ | ------------ | ----------- | ----------- |
|                          | Arnaud Arfeuille              | PS                       | SOC                      | 3 292        | 30,84        | 5 773       | 56,79       |
|                          | Marie Récalde                 | PS                       | SOC                      | 3 292        | 30,84        | 5 773       | 56,79       |
|                          | Anne-Claire Mosoll            | DVD                      | DVD                      | 2 407        | 22,55        | 4 393       | 43,21       |
|                          | Jérôme Pescina                | DVD                      | DVD                      | 2 407        | 22,55        | 4 393       | 43,21       |
|                          | Maitena Bru                   | G.s                      | ECO                      | 2 056        | 19,26        |             |             |
|                          | Cédric Dutay                  | EÉLV                     | ECO                      | 2 056        | 19,26        |             |             |
|                          | Josyane-Andrée Pitrau         | RN                       | RN                       | 1 664        | 15,59        |             |             |
|                          | Romain Richard-Noël           | RN                       | RN                       | 1 664        | 15,59        |             |             |
|                          | Patrice Lassale-Bareilles     | DVC                      | UC                       | 804          | 7,53         |             |             |
|                          | Michele Poulain de Lafontaine | DVC                      | UC                       | 804          | 7,53         |             |             |
|                          | Loïc Farnier                  | PCF                      | COM                      | 452          | 4,23         |             |             |
|                          | Sophie Peyrègne               | PCF                      | COM                      | 452          | 4,23         |             |             |
|                          |                               |                          |                          |              |              |             |             |
| Suffrages exprimés       | Suffrages exprimés            | Suffrages exprimés       | Suffrages exprimés       | 10 675       | 97,00        | 10 166      | 93,15       |
| Votes blancs             | Votes blancs                  | Votes blancs             | Votes blancs             | 204          | 1,85         | 504         | 4,62        |
| Votes nuls               | Votes nuls                    | Votes nuls               | Votes nuls               | 126          | 1,14         | 243         | 2,23        |
| Total                    | Total                         | Total                    | Total                    | 11 005       | 100          | 10 913      | 100         |
| Abstention               | Abstention                    | Abstention               | Abstention               | 23 238       | 67,86        | 23 334      | 68,13       |
| Inscrits / participation | Inscrits / participation      | Inscrits / participation | Inscrits / participation | 34 243       | 32,14        | 34 247      | 31,87       |

### Canton du Nord-Gironde
| Candidats                | Candidats                | Partis                   | Nuance                   | Premier tour | Premier tour | Second tour | Second tour |
| Candidats                | Candidats                | Partis                   | Nuance                   | Voix         | %            | Voix        | %           |
| ------------------------ | ------------------------ | ------------------------ | ------------------------ | ------------ | ------------ | ----------- | ----------- |
|                          | Florian Dumas            | PS                       | SOC                      | 6 209        | 55,67        | 6 537       | 55,95       |
|                          | Célia Monseigne          | PS                       | SOC                      | 6 209        | 55,67        | 6 537       | 55,95       |
|                          | Edwige Diaz              | RN                       | EXD                      | 4 945        | 44,33        | 5 146       | 44,05       |
|                          | Alain Montangon          | DVG                      | EXD                      | 4 945        | 44,33        | 5 146       | 44,05       |
|                          |                          |                          |                          |              |              |             |             |
| Suffrages exprimés       | Suffrages exprimés       | Suffrages exprimés       | Suffrages exprimés       | 11 154       | 93,82        | 11 683      | 95,16       |
| Votes blancs             | Votes blancs             | Votes blancs             | Votes blancs             | 481          | 4,05         | 391         | 3,18        |
| Votes nuls               | Votes nuls               | Votes nuls               | Votes nuls               | 254          | 2,14         | 203         | 1,65        |
| Total                    | Total                    | Total                    | Total                    | 11 889       | 100          | 12 277      | 100         |
| Abstention               | Abstention               | Abstention               | Abstention               | 24 476       | 67,31        | 24 096      | 66,25       |
| Inscrits / participation | Inscrits / participation | Inscrits / participation | Inscrits / participation | 36 365       | 32,69        | 36 373      | 33,75       |

### Canton du Nord-Libournais
| Candidats                | Candidats                | Partis                   | Nuance                   | Premier tour | Premier tour | Second tour | Second tour |
| Candidats                | Candidats                | Partis                   | Nuance                   | Voix         | %            | Voix        | %           |
| ------------------------ | ------------------------ | ------------------------ | ------------------------ | ------------ | ------------ | ----------- | ----------- |
|                          | Sébastien Laborde        | PCF                      | UG                       | 4 731        | 40,95        | 6 180       | 53,51       |
|                          | Michelle Lacoste         | PS                       | UG                       | 4 731        | 40,95        | 6 180       | 53,51       |
|                          | Jérôme Cosnard           | DVC                      | DVC                      | 3 465        | 29,99        | 5 369       | 46,49       |
|                          | Soraya Marchioro-Carles  | DVC                      | DVC                      | 3 465        | 29,99        | 5 369       | 46,49       |
|                          | Nicolas Goury            | RN                       | RN                       | 3 356        | 29,05        |             |             |
|                          | Hager Jacquemin          | RN                       | RN                       | 3 356        | 29,05        |             |             |
|                          |                          |                          |                          |              |              |             |             |
| Suffrages exprimés       | Suffrages exprimés       | Suffrages exprimés       | Suffrages exprimés       | 11 552       | 95,16        | 11 549      | 90,71       |
| Votes blancs             | Votes blancs             | Votes blancs             | Votes blancs             | 316          | 2,60         | 664         | 5,22        |
| Votes nuls               | Votes nuls               | Votes nuls               | Votes nuls               | 272          | 2,24         | 519         | 4,08        |
| Total                    | Total                    | Total                    | Total                    | 12 140       | 100          | 12 732      | 100         |
| Abstention               | Abstention               | Abstention               | Abstention               | 23 965       | 66,38        | 23 379      | 64,74       |
| Inscrits / participation | Inscrits / participation | Inscrits / participation | Inscrits / participation | 36 105       | 33,62        | 36 111      | 35,26       |

### Canton du Nord-Médoc
| Candidats                | Candidats                | Partis                   | Nuance                   | Premier tour | Premier tour | Second tour | Second tour |
| Candidats                | Candidats                | Partis                   | Nuance                   | Voix         | %            | Voix        | %           |
| ------------------------ | ------------------------ | ------------------------ | ------------------------ | ------------ | ------------ | ----------- | ----------- |
|                          | Chloé Chagniat           | RN                       | RN                       | 3 819        | 35,33        | 5 177       | 47,41       |
|                          | Grégoire de Fournas      | RN                       | RN                       | 3 819        | 35,33        | 5 177       | 47,41       |
|                          | Stéphane Le Bot          | PCF                      | UG                       | 2 668        | 24,69        | 5 743       | 52,59       |
|                          | Michelle Saintout        | PS                       | UG                       | 2 668        | 24,69        | 5 743       | 52,59       |
|                          | Florent Fatin            | DVC                      | UCD                      | 2 650        | 24,52        |             |             |
|                          | Béatrice Savin           | DVC                      | UCD                      | 2 650        | 24,52        |             |             |
|                          | Johnny Caron             | LMR                      | DVD                      | 1 050        | 9,72         |             |             |
|                          | Sonia Colemyn            | LMR                      | DVD                      | 1 050        | 9,72         |             |             |
|                          | Laurence Bertin          | LFI                      | FI                       | 621          | 5,75         |             |             |
|                          | Olivier Maneiro          | LFI                      | FI                       | 621          | 5,75         |             |             |
|                          |                          |                          |                          |              |              |             |             |
| Suffrages exprimés       | Suffrages exprimés       | Suffrages exprimés       | Suffrages exprimés       | 10 808       | 96,03        | 10 920      | 94,00       |
| Votes blancs             | Votes blancs             | Votes blancs             | Votes blancs             | 257          | 2,28         | 451         | 3,88        |
| Votes nuls               | Votes nuls               | Votes nuls               | Votes nuls               | 190          | 1,69         | 246         | 2,12        |
| Total                    | Total                    | Total                    | Total                    | 11 255       | 100          | 11 617      | 100         |
| Abstention               | Abstention               | Abstention               | Abstention               | 20 373       | 64,41        | 20 014      | 63,27       |
| Inscrits / participation | Inscrits / participation | Inscrits / participation | Inscrits / participation | 31 628       | 35,59        | 31 631      | 36,73       |

### Canton de Pessac-1
| Candidats                | Candidats                      | Partis                   | Nuance                   | Premier tour | Premier tour | Second tour | Second tour |
| Candidats                | Candidats                      | Partis                   | Nuance                   | Voix         | %            | Voix        | %           |
| ------------------------ | ------------------------------ | ------------------------ | ------------------------ | ------------ | ------------ | ----------- | ----------- |
|                          | Laure Curvale                  | EÉLV                     | UGE                      | 6 025        | 42,42        | 8 882       | 66,61       |
|                          | Bernard Garrigou               | PS                       | UGE                      | 6 025        | 42,42        | 8 882       | 66,61       |
|                          | Stéphane Comme                 | LREM                     | REM                      | 2 518        | 17,73        | 4 452       | 33,39       |
|                          | Marie-Alice Moreira            | LREM                     | REM                      | 2 518        | 17,73        | 4 452       | 33,39       |
|                          | Marianna Carpentier            | RN                       | RN                       | 1 929        | 13,58        |             |             |
|                          | Noam Dufour                    | RN                       | RN                       | 1 929        | 13,58        |             |             |
|                          | Ludovic Bideau                 | DVD                      | UCD                      | 1 594        | 11,22        |             |             |
|                          | Fatiha Bozdag                  | DVD                      | UCD                      | 1 594        | 11,22        |             |             |
|                          | Laurent Desplat                | LMR                      | DVD                      | 1 023        | 7,20         |             |             |
|                          | Floriane Laville               | DVD                      | DVD                      | 1 023        | 7,20         |             |             |
|                          | Marie-Laure Christine Cardinal | LFI                      | FI                       | 599          | 4,22         |             |             |
|                          | Jonas Cerisier                 | LFI                      | FI                       | 599          | 4,22         |             |             |
|                          | Valérie Gastaud                | PCF                      | COM                      | 434          | 3,06         |             |             |
|                          | Franck Jacques                 | PCF                      | COM                      | 434          | 3,06         |             |             |
|                          | Anne-Marie Dovi Attiogbe-Abba  | DVG                      | DVG                      | 82           | 0,58         |             |             |
|                          | Alexis Le Moign                | DVG                      | DVG                      | 82           | 0,58         |             |             |
|                          |                                |                          |                          |              |              |             |             |
| Suffrages exprimés       | Suffrages exprimés             | Suffrages exprimés       | Suffrages exprimés       | 14 204       | 97,23        | 13 334      | 90,41       |
| Votes blancs             | Votes blancs                   | Votes blancs             | Votes blancs             | 253          | 1,73         | 905         | 6,14        |
| Votes nuls               | Votes nuls                     | Votes nuls               | Votes nuls               | 152          | 1,04         | 510         | 3,46        |
| Total                    | Total                          | Total                    | Total                    | 14 609       | 100          | 14 749      | 100         |
| Abstention               | Abstention                     | Abstention               | Abstention               | 27 401       | 65,22        | 27 264      | 64,89       |
| Inscrits / participation | Inscrits / participation       | Inscrits / participation | Inscrits / participation | 42 010       | 34,78        | 42 013      | 35,11       |

### Canton de Pessac-2
| Candidats                | Candidats                | Partis                   | Nuance                   | Premier tour | Premier tour | Second tour | Second tour |
| Candidats                | Candidats                | Partis                   | Nuance                   | Voix         | %            | Voix        | %           |
| ------------------------ | ------------------------ | ------------------------ | ------------------------ | ------------ | ------------ | ----------- | ----------- |
|                          | Agnès Destriau           | EÉLV                     | UGE                      | 4 884        | 40,71        | 6 607       | 57,71       |
|                          | Sébastien Saint-Pasteur  | PS                       | UGE                      | 4 884        | 40,71        | 6 607       | 57,71       |
|                          | Bérangère Couillard      | LREM                     | UC                       | 3 109        | 25,92        | 4 841       | 42,29       |
|                          | Éric Martin              | Agir                     | UC                       | 3 109        | 25,92        | 4 841       | 42,29       |
|                          | Zeïneb Lounici           | DVD                      | DVD                      | 1 757        | 14,65        |             |             |
|                          | Emmanuel Magés           | DVD                      | DVD                      | 1 757        | 14,65        |             |             |
|                          | Edwige Marchais          | RN                       | RN                       | 1 427        | 11,90        |             |             |
|                          | Laurent Roux             | RN                       | RN                       | 1 427        | 11,90        |             |             |
|                          | Isabel Garcia            | LFI                      | FI                       | 819          | 6,83         |             |             |
|                          | Anthony Semchaoui        | LFI                      | FI                       | 819          | 6,83         |             |             |
|                          |                          |                          |                          |              |              |             |             |
| Suffrages exprimés       | Suffrages exprimés       | Suffrages exprimés       | Suffrages exprimés       | 11 996       | 97,12        | 11 448      | 92,23       |
| Votes blancs             | Votes blancs             | Votes blancs             | Votes blancs             | 201          | 1,63         | 574         | 4,62        |
| Votes nuls               | Votes nuls               | Votes nuls               | Votes nuls               | 155          | 1,25         | 390         | 3,14        |
| Total                    | Total                    | Total                    | Total                    | 12 352       | 100          | 12 412      | 100         |
| Abstention               | Abstention               | Abstention               | Abstention               | 23 838       | 65,87        | 23 778      | 65,70       |
| Inscrits / participation | Inscrits / participation | Inscrits / participation | Inscrits / participation | 36 190       | 34,13        | 36 190      | 34,30       |

### Canton des Portes du Médoc
| Candidats                | Candidats                | Partis                   | Nuance                   | Premier tour | Premier tour | Second tour | Second tour |
| Candidats                | Candidats                | Partis                   | Nuance                   | Voix         | %            | Voix        | %           |
| ------------------------ | ------------------------ | ------------------------ | ------------------------ | ------------ | ------------ | ----------- | ----------- |
|                          | Christine Bost           | PS                       | UG                       | 6 000        | 47,76        | 9 356       | 73,34       |
|                          | Philippe Ducamp          | DVG                      | UG                       | 6 000        | 47,76        | 9 356       | 73,34       |
|                          | Jean-Claude Mignon       | RN                       | RN                       | 2 491        | 19,83        | 3 401       | 26,66       |
|                          | Mathilde Naveys-Dumas    | RN                       | RN                       | 2 491        | 19,83        | 3 401       | 26,66       |
|                          | Nadine Sanguinet-Jimenez | LREM                     | DIV                      | 1 665        | 13,25        |             |             |
|                          | Cédric Weis-Brutier      | LREM                     | DIV                      | 1 665        | 13,25        |             |             |
|                          | Francine Deverge         | LFI                      | UGE                      | 1 193        | 9,50         |             |             |
|                          | Stéphane Saubusse        | G.s                      | UGE                      | 1 193        | 9,50         |             |             |
|                          | Marie-Christine Guyot    | DVD                      | UD                       | 982          | 7,82         |             |             |
|                          | Henri Lagarrigue         | DVD                      | UD                       | 982          | 7,82         |             |             |
|                          | Sophie Mimeau            | LP                       | DSV                      | 232          | 1,85         |             |             |
|                          | Bernard Vigo             | LP                       | DSV                      | 232          | 1,85         |             |             |
|                          |                          |                          |                          |              |              |             |             |
| Suffrages exprimés       | Suffrages exprimés       | Suffrages exprimés       | Suffrages exprimés       | 12 563       | 96,33        | 12 757      | 94,45       |
| Votes blancs             | Votes blancs             | Votes blancs             | Votes blancs             | 308          | 2,36         | 493         | 3,65        |
| Votes nuls               | Votes nuls               | Votes nuls               | Votes nuls               | 171          | 1,31         | 256         | 1,90        |
| Total                    | Total                    | Total                    | Total                    | 13 042       | 100          | 13 506      | 100         |
| Abstention               | Abstention               | Abstention               | Abstention               | 28 885       | 68,89        | 28 430      | 67,79       |
| Inscrits / participation | Inscrits / participation | Inscrits / participation | Inscrits / participation | 41 927       | 31,11        | 41 936      | 32,21       |

### Canton de la Presqu'île
| Candidats                | Candidats                       | Partis                   | Nuance                   | Premier tour | Premier tour | Second tour | Second tour |
| Candidats                | Candidats                       | Partis                   | Nuance                   | Voix         | %            | Voix        | %           |
| ------------------------ | ------------------------------- | ------------------------ | ------------------------ | ------------ | ------------ | ----------- | ----------- |
|                          | Nordine Guendez                 | PS                       | SOC                      | 3 391        | 32,24        | 4 861       | 48,64       |
|                          | Caroline Thomas                 | PS                       | SOC                      | 3 391        | 32,24        | 4 861       | 48,64       |
|                          | Valérie Drouhaut                | DVD                      | DVD                      | 3 074        | 29,22        | 5 132       | 51,36       |
|                          | Hubert Laporte                  | UDI                      | DVD                      | 3 074        | 29,22        | 5 132       | 51,36       |
|                          | Sylvie Lopez                    | RN                       | RN                       | 2 362        | 22,45        |             |             |
|                          | Éric Poret                      | RN                       | RN                       | 2 362        | 22,45        |             |             |
|                          | Marilyne Nganmogne              | DVC                      | DVC                      | 999          | 9,50         |             |             |
|                          | Alain Turby                     | DVC                      | DVC                      | 999          | 9,50         |             |             |
|                          | Laurence Alenda                 | DINA                     | DSV                      | 358          | 3,40         |             |             |
|                          | Daniel Martinez                 | DINA                     | DSV                      | 358          | 3,40         |             |             |
|                          | Benjamin Navarro                | DVD                      | DVD                      | 335          | 3,18         |             |             |
|                          | Marie-France Rollain-Pellaumail | DVD                      | DVD                      | 335          | 3,18         |             |             |
|                          |                                 |                          |                          |              |              |             |             |
| Suffrages exprimés       | Suffrages exprimés              | Suffrages exprimés       | Suffrages exprimés       | 10 519       | 96,06        | 9 993       | 91,76       |
| Votes blancs             | Votes blancs                    | Votes blancs             | Votes blancs             | 285          | 2,60         | 602         | 5,53        |
| Votes nuls               | Votes nuls                      | Votes nuls               | Votes nuls               | 147          | 1,34         | 295         | 2,71        |
| Total                    | Total                           | Total                    | Total                    | 10 951       | 100          | 10 890      | 100         |
| Abstention               | Abstention                      | Abstention               | Abstention               | 25 410       | 69,88        | 25 495      | 70,07       |
| Inscrits / participation | Inscrits / participation        | Inscrits / participation | Inscrits / participation | 36 361       | 30,12        | 36 385      | 29,93       |

### Canton du Réolais et des Bastides
| Candidats                | Candidats                  | Partis                   | Nuance                   | Premier tour | Premier tour | Second tour | Second tour |
| Candidats                | Candidats                  | Partis                   | Nuance                   | Voix         | %            | Voix        | %           |
| ------------------------ | -------------------------- | ------------------------ | ------------------------ | ------------ | ------------ | ----------- | ----------- |
|                          | Daniel Barbe               | PS                       | SOC                      | 4 805        | 39,01        | 7 882       | 64,51       |
|                          | Christelle Guionie         | PS                       | SOC                      | 4 805        | 39,01        | 7 882       | 64,51       |
|                          | Sandrine Chadourne         | RN                       | RN                       | 2 966        | 24,08        | 4 336       | 35,49       |
|                          | Didier Riva                | RN                       | RN                       | 2 966        | 24,08        | 4 336       | 35,49       |
|                          | Pascal Lavergne            | LREM                     | DVC                      | 2 132        | 17,31        |             |             |
|                          | Jennifer Clayton-Ribeyreix | LREM                     | DVC                      | 2 132        | 17,31        |             |             |
|                          | Fabienne Ferté             | DVD                      | DVD                      | 1 894        | 15,38        |             |             |
|                          | Bastien Mercier            | DVD                      | DVD                      | 1 894        | 15,38        |             |             |
|                          | Pascal Bagnarol            | PCF                      | COM                      | 521          | 4,23         |             |             |
|                          | Marie-Rose Lucmarie        | PCF                      | COM                      | 521          | 4,23         |             |             |
|                          |                            |                          |                          |              |              |             |             |
| Suffrages exprimés       | Suffrages exprimés         | Suffrages exprimés       | Suffrages exprimés       | 12 318       | 94,67        | 12 218      | 90,98       |
| Votes blancs             | Votes blancs               | Votes blancs             | Votes blancs             | 414          | 3,18         | 732         | 5,45        |
| Votes nuls               | Votes nuls                 | Votes nuls               | Votes nuls               | 280          | 2,15         | 479         | 3,57        |
| Total                    | Total                      | Total                    | Total                    | 13 012       | 100          | 13 429      | 100         |
| Abstention               | Abstention                 | Abstention               | Abstention               | 19 548       | 60,04        | 19 121      | 58,74       |
| Inscrits / participation | Inscrits / participation   | Inscrits / participation | Inscrits / participation | 32 560       | 39,96        | 32 550      | 41,26       |

### Canton de Saint-Médard-en-Jalles
| Candidats                | Candidats                | Partis                   | Nuance                   | Premier tour | Premier tour | Second tour | Second tour |
| Candidats                | Candidats                | Partis                   | Nuance                   | Voix         | %            | Voix        | %           |
| ------------------------ | ------------------------ | ------------------------ | ------------------------ | ------------ | ------------ | ----------- | ----------- |
|                          | Jacques Mangon           | MoDem                    | DVC                      | 4 571        | 35,04        | 7 065       | 53,58       |
|                          | Agnès Versepuy           | UDI                      | DVC                      | 4 571        | 35,04        | 7 065       | 53,58       |
|                          | Dahbia Rigaud            | PS                       | UG                       | 2 971        | 22,78        | 6 122       | 46,42       |
|                          | Jean-Luc Trichard        | G.s                      | UG                       | 2 971        | 22,78        | 6 122       | 46,42       |
|                          | Ornella Duprat           | ÉCO                      | ECO                      | 1 902        | 14,58        |             |             |
|                          | Thierry Leblond          | GE                       | ECO                      | 1 902        | 14,58        |             |             |
|                          | Christine Giner          | RN                       | RN                       | 1 878        | 14,40        |             |             |
|                          | Denis Hirtzig            | RN                       | RN                       | 1 878        | 14,40        |             |             |
|                          | Claudie Battiston        | LREM                     | REM                      | 1 282        | 9,83         |             |             |
|                          | Éric Poulliat            | LREM                     | REM                      | 1 282        | 9,83         |             |             |
|                          | Karine Courrège          | LFI                      | EXG                      | 441          | 3,38         |             |             |
|                          | Francis Royer            | LFI                      | EXG                      | 441          | 3,38         |             |             |
|                          |                          |                          |                          |              |              |             |             |
| Suffrages exprimés       | Suffrages exprimés       | Suffrages exprimés       | Suffrages exprimés       | 13 045       | 97,13        | 13 187      | 94,59       |
| Votes blancs             | Votes blancs             | Votes blancs             | Votes blancs             | 261          | 1,94         | 509         | 3,65        |
| Votes nuls               | Votes nuls               | Votes nuls               | Votes nuls               | 124          | 0,92         | 245         | 1,76        |
| Total                    | Total                    | Total                    | Total                    | 13 430       | 100          | 13 941      | 100         |
| Abstention               | Abstention               | Abstention               | Abstention               | 24 249       | 64,36        | 23 747      | 63,01       |
| Inscrits / participation | Inscrits / participation | Inscrits / participation | Inscrits / participation | 37 679       | 35,64        | 37 688      | 36,99       |

### Canton du Sud-Gironde
| Candidats                | Candidats                | Partis                   | Nuance                   | Premier tour | Premier tour |
| Candidats                | Candidats                | Partis                   | Nuance                   | Voix         | %            |
| ------------------------ | ------------------------ | ------------------------ | ------------------------ | ------------ | ------------ |
|                          | Isabelle Dexpert         | PS                       | SOC                      | 8 077        | 69,19        |
|                          | Jean-Luc Gleyze          | PS                       | SOC                      | 8 077        | 69,19        |
|                          | Nicolas Calbrix          | LAF                      | RN                       | 2 157        | 18,48        |
|                          | Deborah Raumain          | RN                       | RN                       | 2 157        | 18,48        |
|                          | Sarah Dechberry          | LR                       | LR                       | 1 439        | 12,33        |
|                          | Jean-Baptiste Paing      | LR                       | LR                       | 1 439        | 12,33        |
|                          |                          |                          |                          |              |              |
| Suffrages exprimés       | Suffrages exprimés       | Suffrages exprimés       | Suffrages exprimés       | 11 673       | 94,85        |
| Votes blancs             | Votes blancs             | Votes blancs             | Votes blancs             | 372          | 3,02         |
| Votes nuls               | Votes nuls               | Votes nuls               | Votes nuls               | 262          | 2,13         |
| Total                    | Total                    | Total                    | Total                    | 12 307       | 100          |
| Abstention               | Abstention               | Abstention               | Abstention               | 17 067       | 58,10        |
| Inscrits / participation | Inscrits / participation | Inscrits / participation | Inscrits / participation | 29 374       | 41,90        |

### Canton du Sud-Médoc
| Candidats                | Candidats                | Partis                   | Nuance                   | Premier tour | Premier tour | Second tour | Second tour |
| Candidats                | Candidats                | Partis                   | Nuance                   | Voix         | %            | Voix        | %           |
| ------------------------ | ------------------------ | ------------------------ | ------------------------ | ------------ | ------------ | ----------- | ----------- |
|                          | Dominique Fédieu         | PS                       | SOC                      | 5 581        | 40,93        | 7 227       | 52,45       |
|                          | Pascale Got              | PS                       | SOC                      | 5 581        | 40,93        | 7 227       | 52,45       |
|                          | Karine Palin             | DVC                      | UC                       | 4 319        | 31,67        | 6 551       | 47,55       |
|                          | Laurent Peyrondet        | MoDem                    | UC                       | 4 319        | 31,67        | 6 551       | 47,55       |
|                          | Marie-Nathalie Gonçalves | RN                       | RN                       | 2 936        | 21,53        |             |             |
|                          | Dylan Lafforgue          | RN                       | RN                       | 2 936        | 21,53        |             |             |
|                          | Véronique Rodriguez      | DVC                      | DVC                      | 800          | 5,87         |             |             |
|                          | Benoît Simian            | MR                       | DVC                      | 800          | 5,87         |             |             |
|                          |                          |                          |                          |              |              |             |             |
| Suffrages exprimés       | Suffrages exprimés       | Suffrages exprimés       | Suffrages exprimés       | 13 636       | 96,43        | 13 778      | 94,22       |
| Votes blancs             | Votes blancs             | Votes blancs             | Votes blancs             | 291          | 2,06         | 495         | 3,39        |
| Votes nuls               | Votes nuls               | Votes nuls               | Votes nuls               | 214          | 1,51         | 350         | 2,39        |
| Total                    | Total                    | Total                    | Total                    | 14 141       | 100          | 14 623      | 100         |
| Abstention               | Abstention               | Abstention               | Abstention               | 27 620       | 66,14        | 27 073      | 64,93       |
| Inscrits / participation | Inscrits / participation | Inscrits / participation | Inscrits / participation | 41 761       | 33,86        | 41 696      | 35,07       |

### Canton de Talence
| Candidats                | Candidats                | Partis                   | Nuance                   | Premier tour | Premier tour | Second tour | Second tour |
| Candidats                | Candidats                | Partis                   | Nuance                   | Voix         | %            | Voix        | %           |
| ------------------------ | ------------------------ | ------------------------ | ------------------------ | ------------ | ------------ | ----------- | ----------- |
|                          | Bruno Beziade            | EÉLV                     | ECO                      | 2 595        | 27,94        | 5 011       | 56,86       |
|                          | Maud Dumont              | EÉLV                     | ECO                      | 2 595        | 27,94        | 5 011       | 56,86       |
|                          | Roukia Abderemane        | DVC                      | UD                       | 2 308        | 24,85        | 3 802       | 43,14       |
|                          | Mathieu Joyon            | DVC                      | UD                       | 2 308        | 24,85        | 3 802       | 43,14       |
|                          | Arnaud Dellu             | PS                       | SOC                      | 2 231        | 24,02        |             |             |
|                          | Denise Greslard-Nédélec  | PS                       | SOC                      | 2 231        | 24,02        |             |             |
|                          | Geneviève Dorin          | RN                       | RN                       | 1 169        | 12,58        |             |             |
|                          | Bertrand Hecquet         | RN                       | RN                       | 1 169        | 12,58        |             |             |
|                          | Marie Janvier            | LFI                      | FI                       | 923          | 9,94         |             |             |
|                          | Benoît Pic               | LFI                      | FI                       | 923          | 9,94         |             |             |
|                          | Zoubida Baha             | DVG                      | DVG                      | 63           | 0,68         |             |             |
|                          | Jocelyn Grava            | DVG                      | DVG                      | 63           | 0,68         |             |             |
|                          |                          |                          |                          |              |              |             |             |
| Suffrages exprimés       | Suffrages exprimés       | Suffrages exprimés       | Suffrages exprimés       | 9 289        | 96,28        | 8 813       | 91,71       |
| Votes blancs             | Votes blancs             | Votes blancs             | Votes blancs             | 237          | 2,46         | 512         | 5,33        |
| Votes nuls               | Votes nuls               | Votes nuls               | Votes nuls               | 122          | 1,26         | 285         | 2,97        |
| Total                    | Total                    | Total                    | Total                    | 9 648        | 100          | 9 610       | 100         |
| Abstention               | Abstention               | Abstention               | Abstention               | 18 956       | 66,27        | 19 001      | 66,41       |
| Inscrits / participation | Inscrits / participation | Inscrits / participation | Inscrits / participation | 28 604       | 33,73        | 28 611      | 33,59       |

### Canton de La Teste-de-Buch
| Candidats                | Candidats                | Partis                   | Nuance                   | Premier tour | Premier tour | Second tour | Second tour |
| Candidats                | Candidats                | Partis                   | Nuance                   | Voix         | %            | Voix        | %           |
| ------------------------ | ------------------------ | ------------------------ | ------------------------ | ------------ | ------------ | ----------- | ----------- |
|                          | May Antoun               | DVD                      | UD                       | 6 263        | 57,12        | 8 662       | 79,08       |
|                          | Patrick Davet            | LR                       | UD                       | 6 263        | 57,12        | 8 662       | 79,08       |
|                          | Francine Erb             | RN                       | RN                       | 1 993        | 18,18        | 2 292       | 20,92       |
|                          | Laurent Lamara           | RN                       | RN                       | 1 993        | 18,18        | 2 292       | 20,92       |
|                          | Françoise Coineau        | EÉLV                     | ECO                      | 1 905        | 17,37        |             |             |
|                          | Jérémy Gloaguen          | EÉLV                     | ECO                      | 1 905        | 17,37        |             |             |
|                          | Fabien Caignard          | PCF                      | COM                      | 804          | 7,33         |             |             |
|                          | Sylvie Garcia            | PCF                      | COM                      | 804          | 7,33         |             |             |
|                          |                          |                          |                          |              |              |             |             |
| Suffrages exprimés       | Suffrages exprimés       | Suffrages exprimés       | Suffrages exprimés       | 10 965       | 97,17        | 10 954      | 91,82       |
| Votes blancs             | Votes blancs             | Votes blancs             | Votes blancs             | 179          | 1,59         | 636         | 5,33        |
| Votes nuls               | Votes nuls               | Votes nuls               | Votes nuls               | 140          | 1,24         | 340         | 2,85        |
| Total                    | Total                    | Total                    | Total                    | 11 284       | 100          | 11 930      | 100         |
| Abstention               | Abstention               | Abstention               | Abstention               | 21 134       | 65,19        | 20 494      | 63,21       |
| Inscrits / participation | Inscrits / participation | Inscrits / participation | Inscrits / participation | 32 418       | 34,81        | 32 424      | 36,79       |

### Canton de Villenave-d'Ornon
| Candidats                | Candidats                | Partis                   | Nuance                   | Premier tour | Premier tour | Second tour | Second tour |
| Candidats                | Candidats                | Partis                   | Nuance                   | Voix         | %            | Voix        | %           |
| ------------------------ | ------------------------ | ------------------------ | ------------------------ | ------------ | ------------ | ----------- | ----------- |
|                          | Martine Jardiné          | PS                       | SOC                      | 3 797        | 34,32        | 8 320       | 75,88       |
|                          | Jacques Raynaud          | PS                       | SOC                      | 3 797        | 34,32        | 8 320       | 75,88       |
|                          | Maryvonne Basteres       | RN                       | RN                       | 1 895        | 17,13        | 2 644       | 24,12       |
|                          | Sébastien Vidal          | RN                       | RN                       | 1 895        | 17,13        | 2 644       | 24,12       |
|                          | Guillaume Latrille       | LFI                      | EXG                      | 1 868        | 16,89        |             |             |
|                          | Marlène Tchikaya         | LFI                      | EXG                      | 1 868        | 16,89        |             |             |
|                          | Joëlle Cessac-Vernet     | LREM                     | REM                      | 1 329        | 12,01        |             |             |
|                          | Jean-Pierre Labarthe     | LREM                     | REM                      | 1 329        | 12,01        |             |             |
|                          | Didier Bion              | DVC                      | DVC                      | 1 262        | 11,41        |             |             |
|                          | Françoise Matha-Stepani  | DVC                      | DVC                      | 1 262        | 11,41        |             |             |
|                          | Paul Roederer            | PCF                      | COM                      | 708          | 6,40         |             |             |
|                          | Cathy Scipion-Bordas     | PCF                      | COM                      | 708          | 6,40         |             |             |
|                          | Cyril Bonhommé           | DVG                      | DVG                      | 204          | 1,84         |             |             |
|                          | Jeannie Fabre Noyer      | DVG                      | DVG                      | 204          | 1,84         |             |             |
|                          |                          |                          |                          |              |              |             |             |
| Suffrages exprimés       | Suffrages exprimés       | Suffrages exprimés       | Suffrages exprimés       | 11 063       | 96,05        | 10 964      | 93,47       |
| Votes blancs             | Votes blancs             | Votes blancs             | Votes blancs             | 283          | 2,46         | 499         | 4,25        |
| Votes nuls               | Votes nuls               | Votes nuls               | Votes nuls               | 172          | 1,49         | 267         | 2,28        |
| Total                    | Total                    | Total                    | Total                    | 11 518       | 100          | 11 730      | 100         |
| Abstention               | Abstention               | Abstention               | Abstention               | 26 279       | 69,53        | 26 077      | 68,97       |
| Inscrits / participation | Inscrits / participation | Inscrits / participation | Inscrits / participation | 37 797       | 30,47        | 37 807      | 31,03       |